# エジソン・マニュファクチャリング・カンパニー
エジソン・マニュファクチャリング・カンパニーまたはエジソン製造会社（通称はエジソン社、英語: Edison Manufacturing Company）は、1889年に、発明家で起業家であったトーマス・エジソンが組織した会社で、電池や、機械装置類を製造し、またキネトスコープ用の映画作品を製作した。その資産と事業は、1911年にトーマス・A・エジソン社 (Thomas A. Edison, Inc.) に移譲された。

## 沿革
トーマス・エジソンは、彼個人のビジネスとして、エジソン・ラランド一次電池 (the Edison-Lalande primary battery) の製造と販売を目的にエジソン・マニュファクチャリング・カンパニーを1889年12月に設立した。形式上の会社化は、1900年5月5日にニュージャージー州でおこなわれた。同社は、電報やフォノプレックス (phonoplex)、電話に用いられる電池のほか、蓄音機、歯科装置、医療機器、その他の機械類で用いる電池を製造、販売した。さらに、キネトスコープ、蓄音機の蝋管に用いる蝋、X線機器、医療機器、扇風機などを、ニュージャージー州シルバーレイクの工場で生産した。
1895年4月から1908年6月にかけて、ウィリアム・E・ギルモア (William E. Gilmore) が副社長兼総支配人を務めた。続いて、特許専門の弁護士フランク・ダイアー (Frank Dyer) がその地位を継いだ。
エジソンの映画は、エジソン・マニュファクチャリング・カンパニーのキネトグラフ部門によって制作されていた。
エジソン・スタジオが最初にキネトスコープ用の映画を制作したのはマンハッタンにおいてであったが、1905年以降はブロンクスのスタジオで制作がおこなわれた。
エジソン・マニュファクチャリング・カンパニーの役員陣は、より収益性の高かったナショナル・フォノグラフィック・カンパニー (National Phonograph Company) と同じであり、エジソンの関心も後者により多く向けられていた。エジソンは他にも、蓄電池や鉄鉱石、セメントなど様々な事業に忙殺されており、それら諸事業が競って資金を求めていたため、事業全体の焦点が見失われることにつながった。
1911年2月、この会社の資産と事業は、1911年にトーマス・A・エジソン社に移譲された。エジソン・マニュファクチャリング・カンパニーは、1926年11月9日に至って正式に解散した。

## ギャラリー
- 手彩色のサイレント映画『Lighthouse by the Sea』（1911年）、エドウィン・S・ポーター監督、エジソン・マニュファクチャリング・カンパニー。14分46秒。
- サイレント映画『Lord and the Peasant』（1912年）、 J・シール・ダウリー（英語版）監督、エジソン・マニュファクチャリング・カンパニー。8分52秒。
- サイレントのコメディ映画『Mr. Toots' Tooth』（1913年）、チャールズ・M・シーイ（英語版）監督、エジソン・マニュファクチャリング・カンパニー。6分35秒。トゥーツ氏 (Mr. Toots) が奇跡的に歯を失う。